# Thời gian biểu các cuộc chiến tranh Kim – Tống

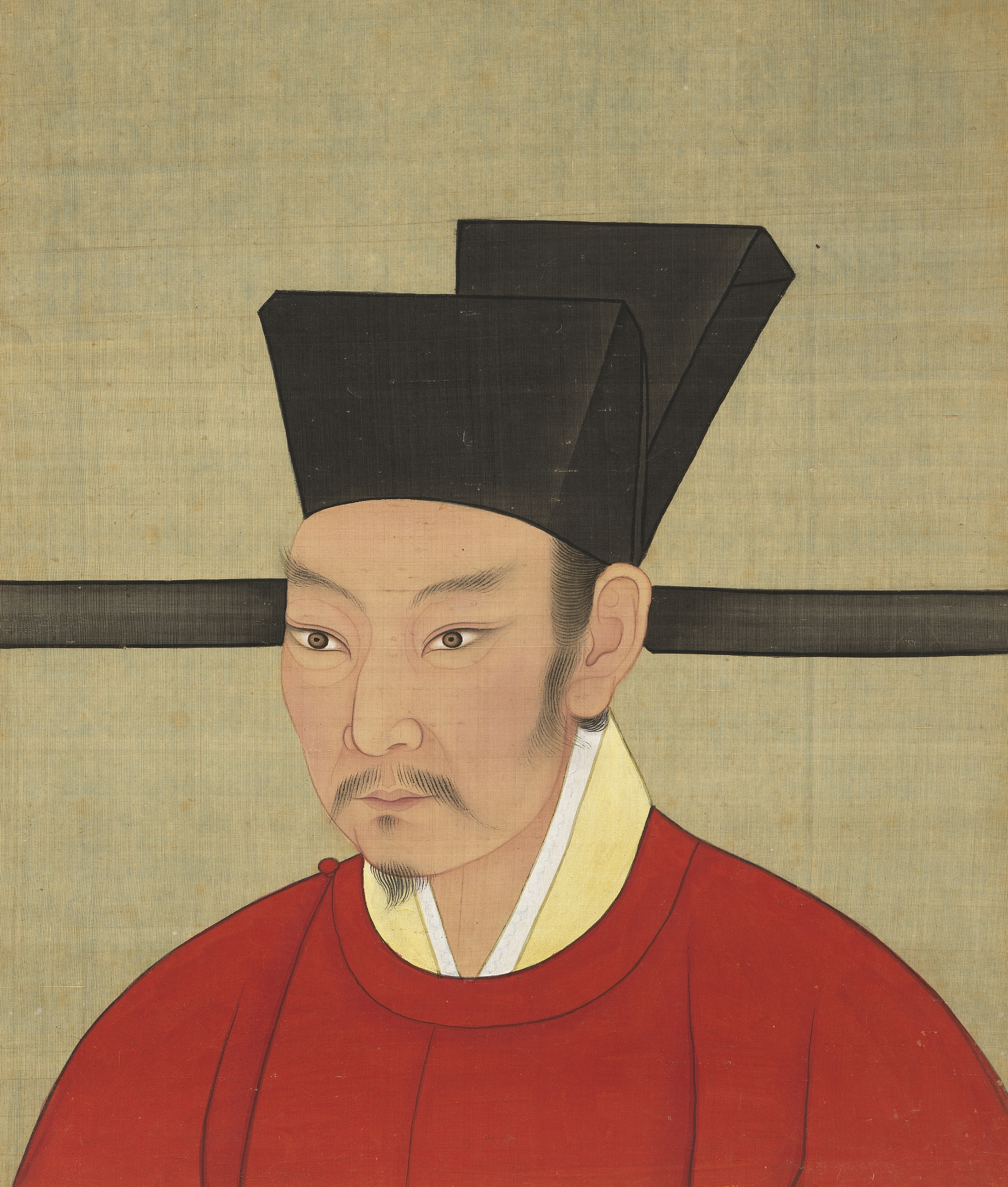
Tống Khâm Tông đã bị cầm tù và đưa về phía bắc đến Mãn Châu làm con tin bởi Nhà Kim trong cuộc chiến tranh Kim-Tống.

Chiến tranh Kim – Tống là một loạt các cuộc xung đột vũ trang giữa nhà Kim của người Nữ Chân và Nhà Tống vào thế kỷ 12 và 13. Người Nữ Chân là một liên minh bộ lạc nói tiếng Tungusic có nguồn gốc từ Mãn Châu. Họ đã lật đổ Nhà Liêu của người Khiết Đan vào năm 1122 và tuyên bố thành lập triều đại Kim. Quan hệ ngoại giao giữa Kim và Tống trở nên xấu đi và người Nữ Chân lần đầu tiên tuyên chiến với nhà Tống vào tháng 11 năm 1125.
Hai đạo quân Kim được phái đi đánh nhà Tống. Một đạo quân đã chiếm được tỉnh lỵ Thái Nguyên, trong khi đạo quân còn lại bao vây kinh đô nhà Tống là Khai Phong. Người Nữ Chân rút lui sau khi nhà Tống hứa sẽ trả một khoản bồi thường hàng năm. Khi triều đại nhà Tống suy yếu, quân Kim đã tiến hành bao vây Khai Phong lần thứ hai. Kinh đô đã bị chiếm và bị cướp phá, hoàng đế nhà Tống lúc đó là Tống Khâm Tông bị cầm tù và đưa về phía bắc đến Mãn Châu làm con tin. Bộ phận còn lại của triều đình Tống rút về miền nam Trung Quốc, bắt đầu thời kỳ Nam Tống của lịch sử Trung Quốc. Hai chính phủ bù nhìn, đầu tiên là triều đại Đại Sở và sau đó là nhà nước Tề được Kim thành lập với vai trò là các "quốc gia đệm" giữa nhà Tống và Mãn Châu.
Với tham vọng chinh phục Nam Tống người Nữ Chân hành quân về phía nam, nhưng nhiều cuộc phản công của các tướng lĩnh Trung Quốc như Nhạc Phi đã chặn đứng bước tiến của họ. Một hiệp ước hòa bình được hai bên đàm phán và phê chuẩn vào năm 1142, Hiệp ước Thiệu Hưng, trong đó có điều khoản thiết lập sông Hoài làm ranh giới giữa hai đế quốc. Hòa bình giữa Tống và Kim đã bị gián đoạn hai lần. Hoàn Nhan Lượng xâm lược Nam Tống vào năm 1161, trong khi những người Tống theo tư tưởng phục hưng lãnh thổ thất bại trong việc chiếm lại miền bắc Trung Quốc vào năm 1204.
Điểm đáng chú ý của các cuộc chiến Kim-Tống là sự xuất hiện của những cải tiến công nghệ mới. Trong cuộc bao vây Đức An năm 1132, việc sử dụng hỏa thương được ghi nhận lần đầu tiên, nó là vũ khí thuốc súng đầu tiên và được xem là tổ tiên của súng. Một loại bom gây cháy là hỏa pháo đã được sử dụng trong một số trận đánh, và bom thuốc súng làm bằng gang được sử dụng trong một cuộc bao vây vào năm 1221. Người Nữ Chân di cư về phía nam đến miền bắc Trung Quốc và định cư ở đó, họ tiếp nhận ngôn ngữ và văn hóa Nho giáo của cư dân Tống địa phương. Chính quyền Nhà Kim đã phát triển thành một bộ máy quan liêu đế quốc tập trung với cấu trúc theo cách tương tự như các triều đại Trung Quốc trước đó. Cả hai triều đại Tống và Kim lần lượt sụp đổ vào thế kỷ 13 khi Đế quốc Mông Cổ mở rộng khắp châu Á.

### Sách tham khảo
- Beckwith, Christopher I. (2009). Empires of the Silk Road: A History of Central Eurasia from the Bronze Age to the Present. Princeton University Press. ISBN 978-0-691-13589-2.
- Chase, Kenneth Warren (2003). Firearms: A Global History to 1700. Cambridge University Press. ISBN 978-0-521-82274-9.
- Franke, Herbert (1994). Denis C. Twitchett; Herbert Franke; John King Fairbank (biên tập). The Cambridge History of China: Volume 6, Alien Regimes and Border States, 710–1368. Cambridge University Press. ISBN 978-0-521-24331-5.
- Holcombe, Charles (2011). A History of East Asia: From the Origins of Civilization to the Twenty-First Century. Cambridge University Press. ISBN 978-0-521-51595-5.
- Lorge, Peter (2005). War, Politics and Society in Early Modern China, 900–1795b. Routledge. ISBN 978-0-203-96929-8.
- Lorge, Peter (2008). The Asian Military Revolution: From Gunpowder to the Bomb. Cambridge University Press. ISBN 978-0-521-84682-0.
- Mote, Frederick W. (2003). Imperial China: 900–1800. Harvard University Press. ISBN 978-0-674-01212-7.
- Partington, J. R. (1960). A History of Greek Fire and Gunpowder. Johns Hopkins University Press. ISBN 978-0-8018-5954-0.